# オボレンスク公
オボレンスク公（ロシア語: Князь Оболенский）はオボレンスク公国の君主の称号である（「公」はクニャージからの訳出による）。君主号・公国の名は、その首都だったオボレンスク(ru)による。

## オボレンスク公の一覧
- コンスタンチン・ユーリエヴィチ(ru)（13世紀後半 - 14世紀初頭）：存在を否定的に見る説もある[1]
- イヴァン・コンスタンチノヴィチ（14世紀）：存在を否定的に見る説もある[1]
- コンスタンチン：年代記上に父称に関する記述はなく、イヴァノヴィチ、またユーリエヴィチとする系譜がある
- セミョーン・コンスタンチノヴィチ（1380年以降に死亡）
- イヴァン・コンスタンチノヴィチ(ru)（1380年以降に死亡）